# Robert Fick
Robert Charles Fick (* 15. März 1974 in Torrance, Kalifornien, USA) ist ein ehemaliger Baseballspieler in der Major League Baseball. Im Jahr 2002 wurde er für das MLB All-Star Game nominiert.
Fick, der mit links schlägt, aber mit rechts wirft, wurde 1996 in der fünften Runde des Amateur Draft von den Detroit Tigers gedraftet. Sein Major League Debüt machte er 1998 für die Tigers. Ficks Durchbruch kam 2001, als er seine Bestleistung in einer Saison auf 19 Home Runs verbessern konnte. In der darauffolgenden Saison 2002 wurde Fick nach einem weiteren starken Jahr in der Offensive in das All-Star Team der American League berufen. Zudem führte er 2002 die Statistik der meisten Assists (21) in der MLB an. 
Für die Saison 2003 unterschrieb Fick bei den Atlanta Braves. 
In der National League Division Series 2003 (siehe World Series 2003) geriet Fick in die Schlagzeilen, weil er beim Erreichen der First Base Eric Karros, dem First Baseman der Chicago Cubs, auf den Fangarm schlug. Im Nachhinein gab Fick zu, dass es sich um eine absichtliche Tätlichkeit gehandelt habe, worauf er von den Atlanta Braves auf die Bank verbannt wurde, und zudem 25.000 US$ Strafe zahlen musste. Kurz darauf wurde Fick von den Braves entlassen. Trotz vieler, auch öffentlicher Diskussionen über die Gründe scheint Ficks unsportliches Verhalten der Grund für die Entlassung gewesen zu sein.
In der Folge wechselte Fick diverse Male das Team und war für die Tampa Bay Devil Rays, San Diego Padres und Washington Nationals im Einsatz, konnte aber seine früheren Erfolge nicht wiederholen.
Defensiv ist Fick ein sehr vielseitiger Spieler. Er begann seine Karriere in der MLB als Catcher, hat aber inzwischen deutlich mehr Spiele als First Baseman und Outfielder bestritten.

## Trivia
- Am 27. September 1999 schaffte Fick den letzten Hit im Tiger Stadium. Es war ein Grand Slam und zugleich der 11.111 Homerun in der Geschichte des Stadions.
- Fick ist ein früherer Kinderdarsteller, der in den 80er Jahren in Fernsehserien wie Cheers, Wer ist hier der Boss? und Webster mitspielte.